# On (歌曲)
《ON》是韩国男子组合防弹少年团第四张韩语录音室专辑《Map of the Soul: 7》（2020）的单曲。歌曲于2020年2月21日作为专辑的第二个先导单曲，由Big Hit娱乐发行。〈ON〉有兩個版本，與澳洲歌手Sia合作的版本僅會以數位音源形式發行。
2月21日，主打歌〈ON〉在發布首小時於韓國音源網站Melon錄得12萬3489次收聽次數，成為Melon有史以來首小時最高收聽次數收聽次數歌曲。同时也成功取得五大音源網站排行榜的實時一位。 2月28日，官方YouTube頻道釋出了〈ON〉的音樂錄影帶，在公開後1小時5分鐘便突破1千萬次觀看次數，刷新了自身去年迷你六輯〈Boy with Luv〉所保持的紀錄。 3月3日，歌曲打入Billboard Hot 100排行榜第4名，刷新了自身去年〈Boy With Luv〉第8名的紀錄，成為防彈少年團第五首進榜單曲。商业上，歌曲在韩国Gaon数字榜位列第1，在《公告牌》世界数字歌曲销量榜夺冠。